# Hissène Habré

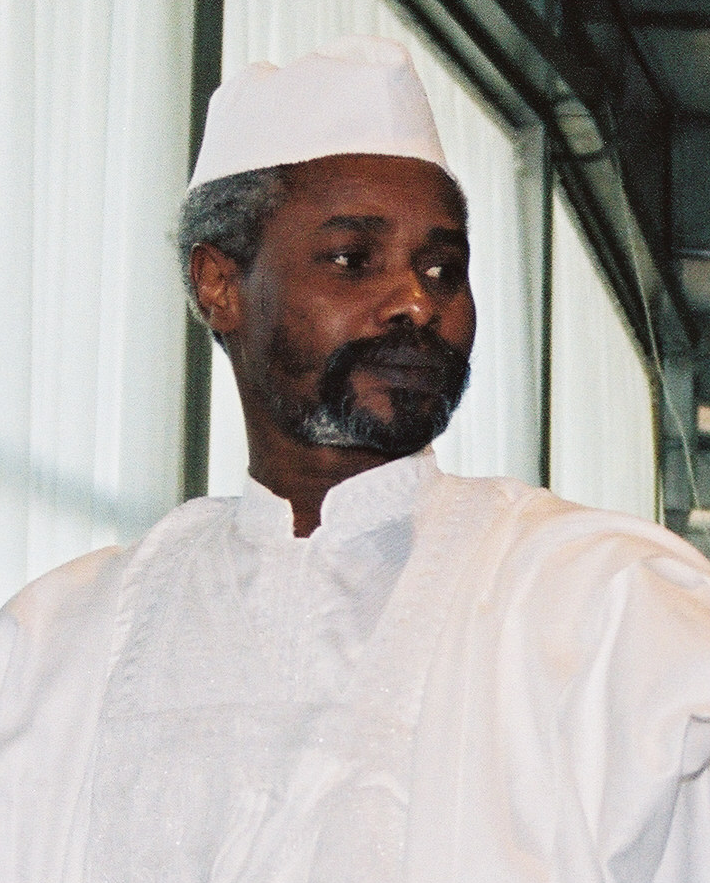
Hissène Habré, 1989

Hissène Habré (arabisch حسين حبري, DMG Ḥusaīn Ḥabrī, * 13. August 1942 in Faya-Largeau; † 24. August 2021 in Dakar, Senegal) war ein tschadischer Politiker. Er war von 1982 bis zu seiner Absetzung 1990 der diktatorisch regierende Präsident des Tschad. Zuvor bekämpfte er als Rebellenführer das Regime seines Vorgängers Tombalbaye (Präsident von 1960 bis 1975). Das Einparteiensystem Habrés war durch schwere Menschenrechtsverletzungen und Gewaltkampagnen insbesondere gegen nichtmuslimische ethnische Gruppen des Tschad gekennzeichnet. Nach seiner Amtszeit wurde er für ungefähr 40.000 politisch motivierte Morde zu lebenslanger Freiheitsstrafe verurteilt.

## Politisches Wirken
Hissène Habré entstammte dem Clan der Anakaza, einem Teil der Volksgruppe der Daza, die einen der beiden Zweige der Ethnie der Tubu bildet. Nach der Grundschule arbeitete er zunächst in der französischen Kolonialverwaltung des Landes. Mit einem französischen Stipendium ausgestattet, studierte er Politikwissenschaft in Paris. Nach seinem 1971 abgelegten Examen kehrte er in den Tschad zurück.
Habré wurde Mitglied der heute nicht mehr bestehenden Rebellenarmee Forces Armées Nationales du Tchad (FAN), die Anfang der siebziger Jahre gegen die Willkürherrschaft des seit 1972 von Libyen unterstützten Präsidenten des Tschad, François Tombalbaye, kämpfte. Mediale Bekanntheit erlangte Habré in dieser Zeit durch die Entführung dreier Europäer am 21. April 1974 in Bardaï im Tibesti-Gebiet, um Geld und Waffen zu erpressen. Betroffen waren der deutsche Arzt Christoph Staewen (dessen Frau Elfriede bei der Entführung ermordet wurde), der französische Entwicklungshelfer Marc Combe und die französische Ethnologin Françoise Claustre. Staewen wurde schon nach wenigen Wochen durch weitgehende Zugeständnisse der Bundesregierung freigekauft, Combe konnte 1975 entkommen, Françoise Claustre hingegen wurde trotz Intervention der französischen Regierung erst am 1. Februar 1977 von den Rebellen freigelassen.
Am 29. August 1978 wurde Habré vom seit 1975 regierenden Präsidenten Félix Malloum, der ehemalige Rebellen in die Regierung berief, zum Premierminister ernannt. Allerdings endete seine Amtszeit schon ein Jahr später, zusammen mit Malloums Regierung, als Goukouni Oueddei an die Macht kam.

### Kriege gegen Libyen
Im Juli 1975 besetzte das mit dem Regime Tombalbayes befreundete Libyen größere Teil des Landes, um gegen die Truppen des Rebellenführers Habré vorzugehen; den im Norden gelegenen Aouzou-Streifen hatte Libyen bereits 1973 annektiert. Frankreich und die USA unterstützten jedoch den Tschad, weil sie eine regionale Vormachtstellung Libyens unter dem Machthaber Muammar al-Gaddafi verhindern wollten.
Am 15. Dezember 1980 besetzte Libyen erneut den gesamten nördlichen Teil des Tschads, aber mit französischer Hilfe konnten die libyschen Truppen geschlagen und im November 1981 aus dem größten Teil des Landes vertrieben werden. 1983 okkupierten Gaddafis Truppen das gesamte Gebiet nördlich von Koro Toro (einschließlich Faya-Largeau), Frankreich im Gegenzug die Landesteile südlich des 17. Breitengrades. Die Vereinigten Staaten nutzten eine Geheimbasis im Tschad, um gefangengenommene libysche Soldaten auszubilden, die eine Streitmacht gegen Gaddafi bilden sollten. Die USA stellten außerdem militärische Hilfen bereit und unterstützten die DDS.

### Putsch gegen Oueddei

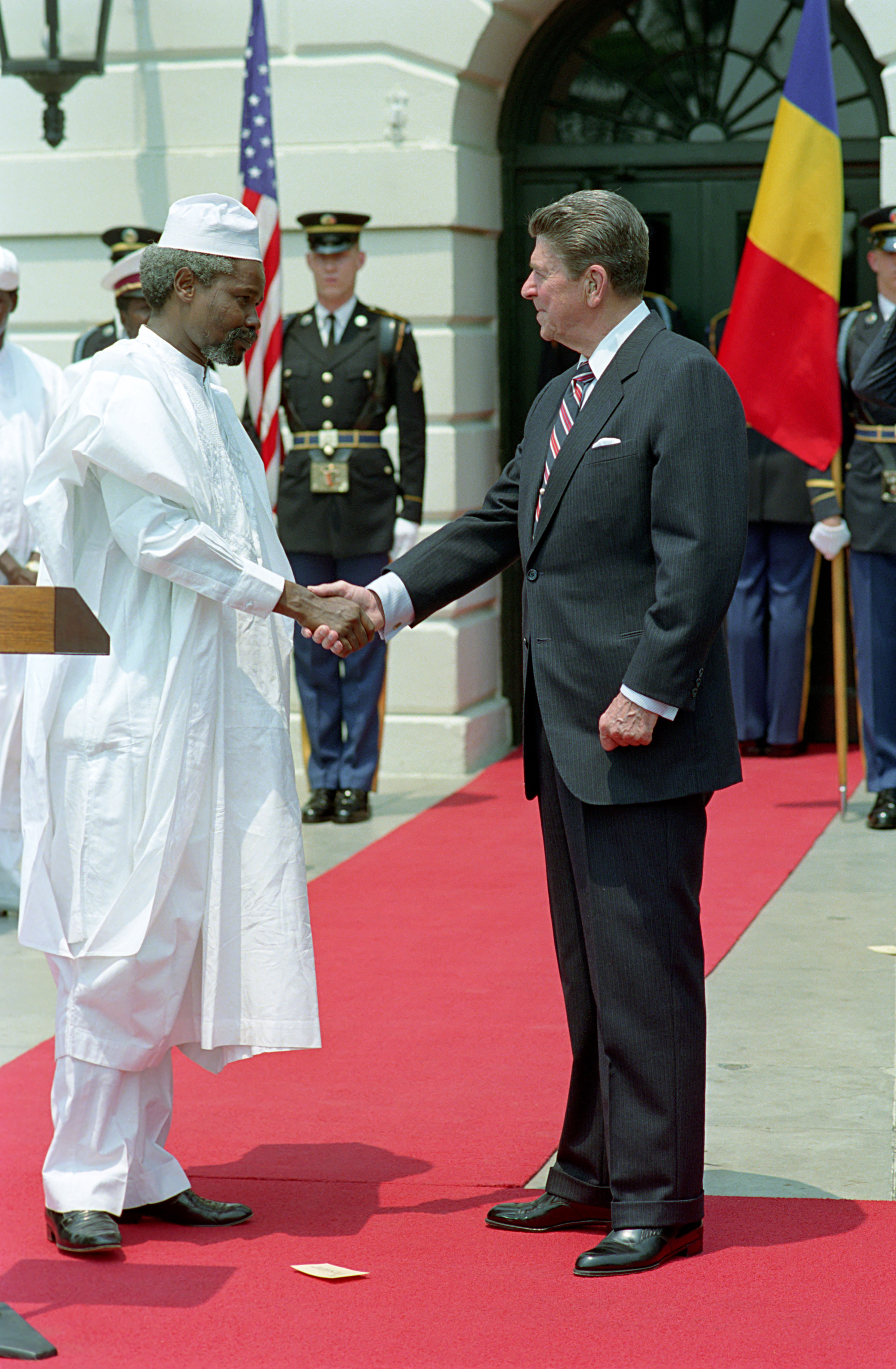
Hissène Habré mit Ronald Reagan

Habré putschte am 7. Juni 1982 gegen Oueddei und ernannte sich selbst zum Präsidenten; das Amt des Premierministers schaffte er ab. Zur Sicherung seiner Macht rief er Polizeistreitkräfte mit politischem Auftrag, die Direction de la Documentation et de la Sécurité (DDS), ins Leben. Gegner des Regimes wurden fortan mit Folter und Hinrichtungen verfolgt.
Der Spiegel schrieb im Nachruf: „Selbst in der Riege der Diktatoren des 20. Jahrhunderts stach er durch besondere Skrupellosigkeit und Grausamkeit hervor. Habré ließ, so das Ergebnis einer Untersuchungskommission, etwa 40.000 Menschen ermorden und rund 200.000 foltern und einsperren. Gnadenlos schlachtete er sein Volk ab, ließ Dörfer niederbrennen und übergab seiner Soldateska gefangene Frauen als Sexsklavinnen. Dabei konnte er sich die ganze Zeit der Unterstützung Frankreichs und der USA sicher sein, die in ihm einen Gegenspieler zum libyschen Diktator Gaddafi sahen und deshalb stützten.“

### Der Sieg gegen Gaddafi und der Fall Habrés
Mit der Unterstützung der USA und Frankreichs konnte Habré sich gegen Gaddafi behaupten, die libysche Besetzung des Nordens endete mit dem für den Tschad siegreichen Toyota-Krieg von 1987. Der Krieg wurde 1988 offiziell für beendet erklärt. Trotz des Sieges wurde der Unmut über das brutale Regime immer größer, und am 1. Dezember 1990 wurde Habré von den (damals) prolibyschen Rebellen des Idriss Déby gestürzt. Er fand Asyl im Senegal.
In den 1990ern scheiterten bewaffnete Versuche der Habré-Anhänger, von Kamerun aus über den Tschadsee vorzustoßen und die tschadische Hauptstadt zurückzuerobern.

## Verurteilung wegen Menschenrechtsverstößen
Habré ordnete während seiner Amtszeit die massenhafte Tötung von Angehörigen der ethnischen Gruppen der Sara (1984), der Hadjerai (1987) und der Zaghawa (1989) an. Nach Schätzungen einer nach seiner Entmachtung vom neuen tschadischen Justizminister einberufenen Untersuchungskommission autorisierte er 40.000 politische Morde und ließ systematisch foltern, was ihm den Beinamen „Afrikas Pinochet“ eintrug. Im Herbst 2005 stellte die belgische Justiz wegen Menschenrechtsverletzungen während seiner Amtszeit einen internationalen Haftbefehl gegen ihn aus und beantragte seine Auslieferung. Seit dem 15. November 2005 wurde der Auslieferungsantrag vor einem Gericht in Dakar verhandelt. Zehn Tage später erklärte sich das Gericht für nicht zuständig. Am folgenden Tag wurde er wieder inhaftiert. Der Innenminister Senegals erklärte, man werde dem damaligen Präsidenten der Afrikanischen Union, dem nigerianischen Präsidenten Olusegun Obasanjo, die Entscheidung über das weitere Vorgehen überlassen.
Nachdem im Mai 2006 die UNO dem Senegal ein Ultimatum zur Auslieferung Habrés an Belgien gesetzt hatte, entschieden die Staatschefs der AU, dass Habré im Senegal vor Gericht gestellt werden solle.
Am 15. August 2008 wurde Habré vom Strafgerichtshof in N’Djamena in Abwesenheit zum Tode verurteilt.
2012 durfte Habré nicht an Belgien ausgeliefert werden. Das entschied das zuständige Gericht in Dakar, der Hauptstadt des Senegal, da der Auslieferungsantrag nicht mit dem Rechtsverfahren des Senegal übereinstimme.
Am 30. Juni 2013 wurde Habré festgenommen. Seit dem 2. Juli 2013 musste er sich wegen Kriegsverbrechen, Folter und Verbrechen gegen die Menschlichkeit vor den Außerordentlichen Afrikanischen Kammern („Chambres Africaines Extraordinaires“) in Dakar verantworten. Der Prozessbeginn war für den 20. Juli 2015 angesetzt – 25 Jahre nachdem Habré aus dem Tschad in den Senegal geflohen war. Am 30. Mai 2016 wurde Habré wegen Vergewaltigung, sexueller Sklaverei und angeordneter illegaler Tötungen während seiner Regierungszeit 1982 bis 1990 zu einer lebenslangen Freiheitsstrafe verurteilt. Am 27. April 2017 wurde das Urteil vom zuständigen Berufungsgericht in Dakar bestätigt.
Er starb am 24. August 2021 im Alter von 79 Jahren an einer COVID-19-Erkrankung.